# Crise épileptique focale
Les crises épileptiques focales (également appelées crises partielles et crises locales) sont des crises qui affectent en premier seulement un seul hémisphère du cerveau. Une crise épileptique partielle est générée à l'intérieur du cerveau et n'en affecte qu'une seule partie — un hémisphère entier ou une partie d'un lobe. Les symptômes varient selon l'endroit où survient la crise. Si elle survient dans le lobe frontal, les symptômes peuvent inclure une sensation de vague dans la tête; dans le lobe temporal, une impression de déjà-vu; dans le lobe pariétal, il s'agira d'un engourdissement ou de picotement; et dans le lobe occipital, des troubles visuels ou des hallucinations.

## Typologie
Depuis 2017, les crises épileptiques partielles ont été séparées en deux catégories principales: crises épileptiques conscientes et crises épileptiques avec altération de la conscience,. Ce qui était précédemment appelé une crise secondaire généralisée est désormais appelé une crise épileptique partielle devenant bilatérale.
Lorsqu'il s'agit de crises épileptiques conscientes, une petite partie de l'un des lobes peut être affectée et la personne reste consciente. Cela peut souvent être un signe précurseur avant une crise épileptique plus importante avec altération de la conscience. Lorsque ceci se produit la crise épileptique consciente est généralement appelée une aura.
Une crise épileptique avec altération de la conscience affecte une partie plus importante de l'hémisphère et la personne atteinte peut perdre connaissance.
Si une crise épileptique se propage d'un hémisphère du cerveau à l'autre, cela donnera lieu à une crise bilatérale. La personne perdra connaissance et pourrait endurer une crise tonico-clonique. Les malades ayant plusieurs crises épileptiques partielles sont généralement atteints d'une maladie appelée épilepsie du lobe temporal. (Une crise généralisée, est une crise qui implique les deux côtés du cerveau dès le début). 

### Crise épileptique consciente
Les crises épileptiques partielles conscientes sont des crises qui n'affectent qu'une petite région du cerveau, souvent les lobes temporaux ou les structures s'y trouvant, appelées les hippocampes. Les personnes subissant une crise épileptique partielle consciente restent conscientes. Les crises épileptiques partielles conscientes précèdent souvent des crises plus importantes avec altération de la conscience. Il peut en résulter une crise tonicoclonique.

#### Présentation
Le début d'une crise épileptique partielle consciente est une expérience très subjective, et les symptômes peuvent varier d'une personne à l'autre. Cela est dû aux divers endroits desquels les crises peuvent provenir, par exemple: l'épilepsie rolandique bénigne. Une crise épileptique partielle peut passer inaperçue auprès des personnes entourant le patient ou être considérée comme simplement « un moment bizarre » par la personne atteinte. Les crises épileptiques partielles arrivent habituellement soudainement et sont très brèves, généralement d'une durée de 60 à 120 secondes.
Certains des symptômes communs d'une crise épileptique partielle consciente, lorsque la personne est éveillée, sont les suivants :
- conscience préservée ;
- sentiments de peur, de colère, de tristesse, de bonheur ou de nausées, soudains et inexplicables ;
- sensations de chute ou de mouvement ;
- expérience de sentiments ou sensations inhabituels ;
- l'ouïe, l'odorat, le gout et le toucher sont modifiés (des illusions ou des hallucinations sensorielles), ou une sensation d'irréel face à l'environnement (déréalisation) ou dissociation face à l'environnement ou soi même (dépersonnalisation) ;
- sensation de distorsion spatiale: les choses proches peuvent sembler plus lointaines ;
- un air de déjà vu (familiarité) ou de jamais vu (méconnaissance) ;
- discours laborieux ou impossibilité totale de s’exprimer ;
- généralement la personne se souvient de ce qui s’est passé en détail.

Lorsque la crise survient pendant le sommeil, la personne devient souvent à demi consciente et agit comme dans le rêve qu'elle avait, tout en interagissant avec l'environnement réel comme d'habitude. Les objets et les personnes apparaissent de manière normale ou légèrement déformés à ses yeux, et la personne sera en mesure de communiquer avec eux à un niveau normal. 
Toutefois, étant donné que la personne agit encore dans un état de rêve après s'être réveillée, elle intégrera toute hallucination ou illusion dans ce qu'elle communique. Elle peut par exemple parler à une personne faisant partie de l'hallucination, ou parler d’événements ou pensées faisant partie du rêve duquel elle s'est réveillée ou d'une autre hallucination.
Pendant le sommeil les symptômes sont:
- débute habituellement dans le sommeil paradoxal
- état de rêve
- apparence d’une personne totalement consciente
- hallucination ou illusions
- comportement ou visions typiques des rêves
- capacité à interagir avec son environnement et les autres personnes comme en etat de conscience normale, mais souvent en agissant anormalement, de façon imprévisible ou en n’étant pas cohérent
- amnésie complète ou assimilation le souvenir comme un rêve normal en reprenant connaissance

Même si les hallucinations peuvent avoir lieu pendant des crises partielles conscientes, elles se différencient de symptômes psychotiques car, généralement, la personne sait que ces hallucinations ne sont pas réelles.

#### Marche Jacksonienne
On parle de marche jacksonienne ou cheiro-orale lorsqu’une crise épileptique partielle avec état de conscience, s’étend de la partie distale du membre vers la partie ipsilatérale du visage (sur le même côté du corps). Cela implique une évolution de la localisation de la crise dans le cerveau, ce qui mène à une « marche » de la présentation motrice des symptômes,[source insuffisante]
Les crises cheiro-orales débutent avec une activité cérébrale anormale dans le cortex moteur primaire. Elles sont uniques car elles parcourent le cortex moteur à la chaine, affectant ainsi les muscles correspondant, en commençant souvent avec les doigts. Cela est ressenti comme une sensation de picotement, ou une impression de vagues dans les doigts quand on les touche ensemble. Cela affecte ensuite la main et se déplace vers les zones proches, toujours du même côté du corps. Souvent les symptômes associés à une crise Jacksonienne sont des mouvements soudains de la tête et des yeux, des picotements, des engourdissements, des claquements de lèvres, et des contractions de muscle soudaines. La plupart du temps, chacune de ces actions peuvent sembler normales, sans être associées à la crise en cours. Ces symptômes arrivent n'importe quand et sont très brefs. Ils peuvent donner lieu à une crise secondaire généralisée impliquant les deux hémisphères. Ils peuvent aussi commencer aux pieds, avec des picotements ou des fourmillements, et voire des crampes douloureuses dans les muscles causées par les signaux envoyés par le cerveau. Comme il s'agit d'une crise partielle l'état post-ictal est caractérisé par une conscience normale [réf. nécessaire].

### Crise épileptique avec altération de la conscience
Une crise épileptique avec altération de la conscience, est une crise liée à une implication unilatérale de l'hémisphère cérébral qui entraîne une altération de la conscience ou de la réactivité, c'est-à-dire une altération de la conscience.
Les crises épileptiques avec altération de la conscience sont précédées d'une aura. L'aura correspond à une crise épileptique consciente.Elle peut prendre la forme d'un sentiment de déjà-vu, de jamais vu, de peur, d'euphorie ou de dépersonnalisation. [réf. à confirmer]  L'aura peut également prendre la forme d'une nuisance visuelle, comme la vision de tunnel, ou d'un changement dans la perception de la taille des objets. Une fois que la conscience est altérée, la personne peut effectuer des automatismes tels que faire claquer ses lèvres, mâcher ou  avaler. Il peut aussi y avoir une perte de mémoire (amnésie) avant, pendant ou après la crise. La personne peut être capable de réaliser des tâches de routine comme marcher, même si ces mouvements ne sont pas réfléchis ou prévus. Les témoins peuvent ne pas se rendre compte qu'il y a un problème.
Les crises épileptiques avec altération de la conscience peuvent survenir à partir de n'importe quel lobe du cerveau. Communément, ils proviennent des régions de la face mésiale du lobe temporal, en particulier de l'amygdale, de l'hippocampe et du néocortex. L'anormalité du cerveau la plus souvent associée au phénomène est la sclérose temporale mésiale. La sclérose temporale Mésiale est un modèle spécifique de perte neuronale au niveau de l'hippocampe accompagnée d'une gliose hippocampique et d'une atrophie. Les crises épileptiques partielles avec altération de la conscience surviennent lorsqu'une activité électrique cérébrale excessive et synchronisée cause l'altération de la conscience et de la réactivité. L'activité électrique anormale peut se propager dans le reste du cerveau et provoquer une crise bilatérale  ou une crise généralisée tonico–clonique. La dernière classification de 2017 regroupe seulement les crises partielles et les crises généralisées, et ces dernières sont celles qui impliquent les deux côtés du cerveau dès le début.

## Éponyme
Les crises Jacksoniennes sont nommées d'après l'homme qui les a découvertes, John Hughlings Jackson, un neurologue anglais, dont les études ont conduit à la découverte du point de départ des crises (dans le cortex moteur primaire) en 1863.